# Silent Knight (album)
Silent Knight è il terzo album in studio del gruppo rock canadese Saga, pubblicato nel 1980.

## Tracce
Side 1
1. Don't Be Late (Chapter Two) – 6:02 (Ian Crichton, Jim Crichton, Michael Sadler)
2. What's It Gonna Be? – 4:27 (I. Crichton, J. Crichton, Jim Gilmour, Steve Negus, M. Sadler)
3. Time To Go – 4:20 (J. Crichton, M. Sadler)
4. Compromise – 3:20 (I. Crichton, J. Crichton, J. Gilmour, S. Negus, M. Sadler)

Side 2
1. Too Much To Lose (Chapter Seven) – 4:48 (J. Crichton, J. Gilmour, M. Sadler)
2. Help Me Out – 5:50 (J. Crichton, S. Negus, M. Sadler)
3. Someone Should – 4:06 (J. Crichton, J. Gilmour, M. Sadler)
4. Careful Where You Step – 4:18 (J. Crichton, M. Sadler)

## Formazione
- Michael Sadler – voce, tastiera, basso
- Ian Crichton – chitarra acustica, chitarra elettrica
- Jim Gilmour – tastiera, cori, vocoder, Moog
- Jim Crichton – basso, Moog
- Steve Negus – batteria, percussioni